# 原郷

印欧語族の推定される原郷（濃緑）と現在の分布（薄緑）

原郷（げんきょう、ドイツ語: Urheimat, 英語: Homeland）とは言語学において、ある語族の祖語の拡散の始まった場所をさす。いわば語族の故郷、起源地というべき場所のことである。ホームランド、故地、祖地などともいうが、日本語訳が必ずしも定まっている訳でない。
語族は系統樹モデルにより仮説がたてられ、分岐年代、原郷などが想定される。原郷は不確かなことが多いが、言語学的、考古学的、遺伝学的証拠を基に、学際的に解明が試みられる。

## 名称
ドイツ語の Urheimat は、Heimat （故郷）に接頭辞 Ur- （源）を加えることによって作られたもので、祖語を意味するドイツ語の Ursprache （源+言語）と同じ構成である。他のヨーロッパの言語でもドイツ語を借用して使っているが、これは19世紀後半以来インド・ヨーロッパ語族の故地に関する議論がドイツで盛んであったことを反映している。

## 方法
言語学的に原郷を求める方法として伝統的なものに、各語派に共通する語彙を集め、どのような語彙があるか（ないか）を根拠に、それらの語彙がある（ない）条件を満たす場所を探すというものがある。しかし、語彙の意味は変化するものなので、この方法で決定的な判定をするのは難しい。かつてインド・ヨーロッパ語族の原郷を知るために「ブナ」を意味する語を根拠とすることが盛んに行われたが、あまりうまくいかなかった。
別な方法として、他の語族からの借用語を利用する方法がある。ウラル語族にはインド・ヨーロッパ語族からの古い借用語が多いことを根拠に、その原郷がインド・ヨーロッパ語族の住む土地と隣り合っていたという説が唱えられた（詳細は Proto-Uralic homeland hypotheses を参照）。
言語の分布も原郷を判断する根拠になる。たとえばアメリカ合衆国では広い土地で英語が話されているが、その方言差はイギリスよりもずっと小さい。一般に言語の差が大きい地方では、その言語から古くから話されていると考えられる。オーストロネシア語族の原郷を台湾とするひとつの根拠は、この地域の言語分岐が非常に大きいことにある。バントゥー語群の原郷はカメルーンあたりとされるが、これも言語の差が大きいことが根拠のひとつになっている。

## 主な原郷の例
- インド・ヨーロッパ語族：　黒海北東岸（クルガン仮説）、アナトリア半島（レンフルー）などの説がある
- オーストロネシア語族：　台湾（さらに遡ると対岸の中国南東部とも考えられる）
- アフロ・アジア語族：　アフリカ北東部
- ウラル語族：　遼河地域など北東アジア・中国北部

## 言語学以外での使用例
言語学以外でも例えば分子人類学では遺伝子のハプログループに対し、原郷・ホームランドを用いることがある。「Y染色体ハプログループNのホームランドは中国北東部である」といった用法である。また人種や民族、組織に対して用いる場合もある。

## 関連文献
- 風間喜代三『印欧語の故郷を探る』岩波新書、1993年。